# Monocelis hyalina
Monocelis hyalina is een platworm (Platyhelminthes). De worm is tweeslachtig. De soort leeft in het zoute water.
Het geslacht Monocelis, waarin de platworm wordt geplaatst, wordt tot de familie Monocelididae gerekend. De wetenschappelijke naam van de soort werd voor het eerst geldig gepubliceerd in 1861 door Beneden.